# Cazalilla
Cazalilla és un municipi de la província de Jaén, pertanyent a la comarca de la Campiña de Jaén i situat al nord del municipi de Jaén. La seva població és de 839 habitants (INE, 2006).